# Grünwalder Stadion
O Grünwalder Stadion é um estádio de futebol localizado no folclórico bairro de Giesing, em Munique na Alemanha. Foi inaugurado em 1911, e é a casa do Munique 1860. O estádio também foi usado pelo Bayern de Munique entre 1926 e 1972, antes da construção do Allianz Arena e do Estádio Olímpico de Munique. Em 2005 o Munique 1860 também começou a usar o Allianz Arena, junto com o seu rival. Em 2017, o 1860 comunicou o retorno ao Grünwalder Stadion depois de 12 anos, cancelando o contrato de aluguel com a Allianz Arena, que ficou só para o Bayern.